# Nessa Childers

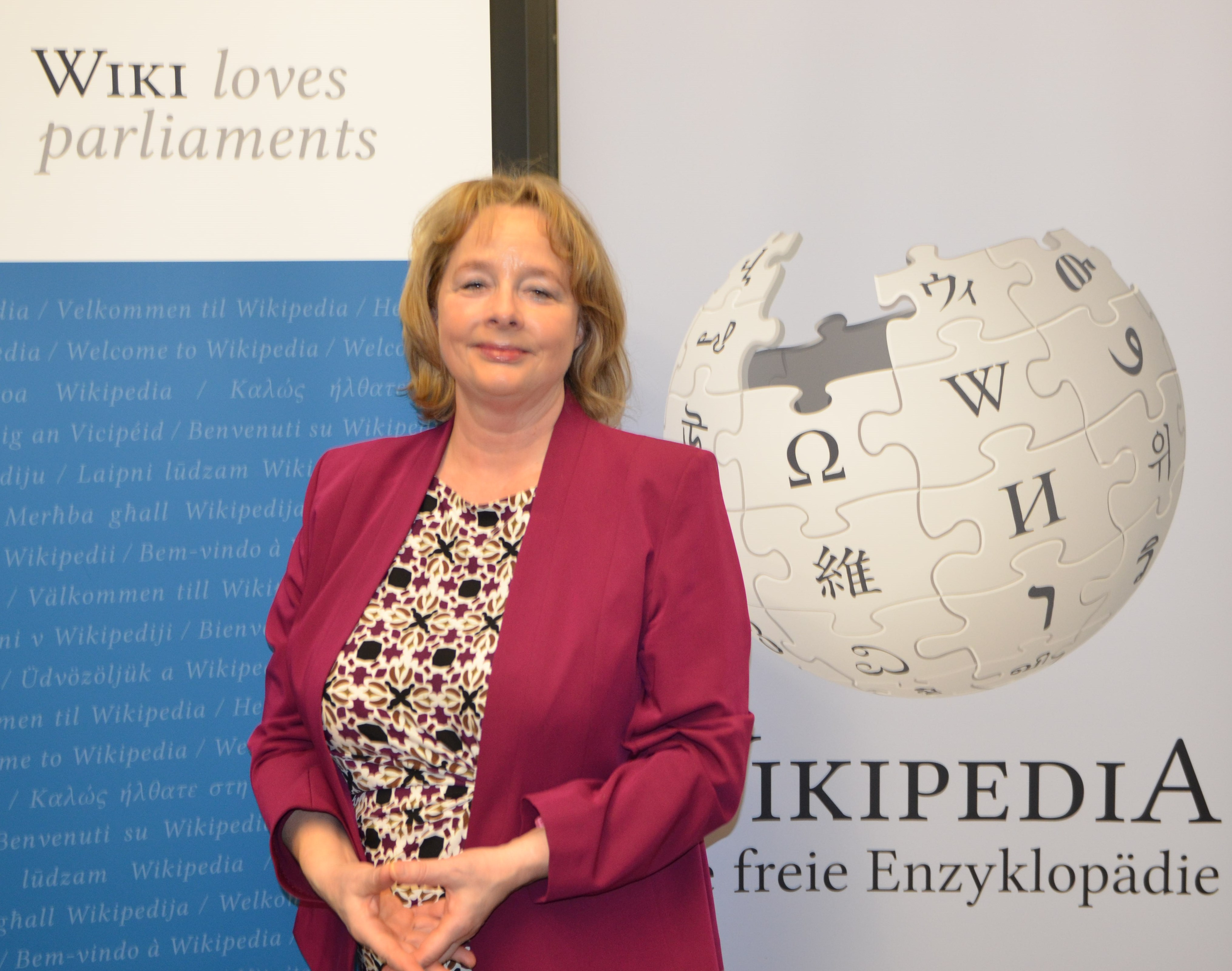
Nessa Childers

Nessa Childers (* 9. Oktober 1956 in Dublin) ist eine irische Politikerin und ehemaliges Mitglied des Europäischen Parlaments für den Wahlbezirk Ireland East für die Irish Labour Party, als Mitglied der Fraktion der Progressiven Allianz der Sozialisten und Demokraten im Europäischen Parlament.
Nessa Childers ist die Tochter des ehemaligen irischen Präsidenten Erskine Hamilton Childers und dessen Frau Rita Childers. 2004 trat sie der Irish Labour Party bei. Als sie jedoch bei den Kommunalwahlen 2004 nicht als Kandidatin für das Dun Laoghaire Rathdown County Council aufgestellt wurde, verließ sie die Partei und schloss sich der Green Party an, für die sie dann von Juni 2004 bis August 2008 dem Dun Laoghaire Rathdown County Council angehörte. 
Im September 2008 wechselte Childers wieder zur Irish Labour Party, um im Juni 2009 als deren Kandidatin erfolgreich bei den Wahlen zum Europäischen Parlament anzutreten. 2013 verließ sie die Partei (und die sozialdemokratische Fraktion S&D) wegen deren Regierungsbeteiligung. Bei der Europawahl 2014 wurde sie als unabhängige Kandidatin gewählt und schloss sich im Anschluss wieder der S&D-Fraktion an. 2019 trat sie nicht wieder an und schied daher aus dem Parlament aus.
Sie ist Mutter von zwei Kindern.

## Aufgaben im EU-Parlament
Childers war Mitglied im Ausschuss für Umweltfragen, öffentliche Gesundheit und Lebensmittelsicherheit und in der Delegation für die Beziehungen zu Japan.
Als Stellvertreterin war sie im Ausschuss für Kultur und Bildung.